# کرید

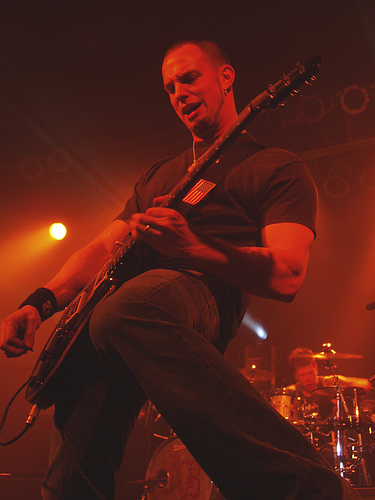

کرید (به انگلیسی: Creed) از گروه‌های بزرگ سبک راک است. مبدا این گروه در سال ۱۹۹۵ و در تالاهاسی در ایالت فلوریدا بود.
کرید در سال ۲۰۰۴ از هم فروپاشید اما در سال ۲۰۰۹ و با انتشار آلبوم Full Circle کارش را از نو آغاز کرد. آن‌ها در سال ۲۰۰۱ برندهٔ جایزهٔ گرمی «بهترین ترانهٔ راک» شده‌اند.